# ED-209

ED-209 richiamato dal suo creatore Dick Jones nel primo film.

Gli ED-209 sono una serie di immaginari robot militari della saga di RoboCop, nel film originale del 1987 e nei due seguiti, animati in tecnica passo uno da Phil Tippett. Nel film del 2014 esistono unità dal disegno vagamente simile, identificate dalla stessa sigla.

## Soggetto originale
Gli ED-209, sigla di Elemento Droide Serie 209, sono sofisticati e giganteschi robot d'assalto bipedi progettati dalla multinazionale OCP di Detroit, la quale spera di farne uso come carta vincente per sradicare il crimine dalla città, avviandone così la distruzione fisica e la ricostruzione in Delta City, un esempio propagandistico di città pulita e ordinata.
Tale progetto è stato avallato e incoraggiato da Dick Jones, il vicepresidente della OCP.
Al posto degli ED-209 entra in funzione RoboCop, un cyborg costruito assemblando parti bioniche ai resti di un poliziotto di Detroit, Alex Murphy, caduto in missione, sotto le direttive di un altro pezzo grosso della OCP, Robert Morton. Un piccolo gruppo di ED-209 viene comunque impiegato per le strade di Detroit, con esiti a dir poco disastrosi.
L'ED-209 è armato di tre cannoni, due sull'arto sinistro e uno sul destro, munito anche di uno spara razzi esplosivi da tre cariche. Possiede anche la programmazione di combattimento addizionale consentendogli di attaccare in mischia a intervalli più stretti. È capace di comunicare con un linguaggio umano in fase di pacificazione mentre in combattimento produce dei suoni animaleschi, che variano da un ringhio feroce come grido d'attacco a uno stridulo richiamo in richiesta di aiuto (in fase di post produzione audio vennero utilizzati ruggiti di grossi felini, grugniti e strilli di maiali).
Pur possedendo una grande stazza fisica e prestazioni distruttive, i circuiti del pensiero dell'ED-209 sono il suo punto debole; non è in grado di elaborare un'informazione con la stessa velocità di un cervello umano, almeno un esemplare ha mostrato difficoltà uditive e ha anche un comando manuale che permette a un hacker disarmato e sufficientemente abile di accedere al suo sistema di comando e di prendere il controllo (esiste una porta di comunicazione elettronica alla base del piede destro, vista nel terzo film). La capacità di camminare dell'ED-209 è assai elementare: infatti sono sufficienti scale o tombini per ribaltare o immobilizzare l'unità, il che può essere un vantaggio tattico per l'avversario.

## Remake
Nel rifacimento del 2014, l'ED-209 (animato con grafica al computer) è un prodotto della OmniCorp espressamente concepito per l'impiego militare. Ha dimensioni maggiori rispetto a quelli dei primi tre film, rispetto ai quali risulta completamente ridisegnato pur mantenendo sigla e struttura bipede dell'originale, e non mostra particolari problemi di affidabilità, al punto che all'inizio del film già si trova in servizio effettivo.
Il ruolo che ne viene mostrato è quello di artiglieria corazzata, in appoggio e copertura ad altri robot, di forma e dimensione umanoide, non presenti nel soggetto del 1987, identificati dalla sigla EM-208 e con ruolo simile a quello di una truppa di fanteria.
L'impiego dell'ED-209 nel reboot risulta circoscritto ad operazioni di pacificazione in Medio Oriente ed alla sorveglianza interna di sedi e stabilimenti della OmniCorp in quanto, nella nuova storia, esiste una legge (Dreyfuss Act) che proibisce l'uso, come per l'EM-208, di macchine armate autonome in corpi militari o forze di polizia negli Stati Uniti.